# Saidul Azaib
Saidul Azaib es una ciudad censal situada en el distrito de Delhi sur,  en el territorio de la capital nacional,  Delhi (India). Su población es de 17914 habitantes (2011). 

## Demografía
Según el censo de 2011 la población de Saidul Azaib era de 17914 habitantes, de los cuales 14666 eran hombres y 12503 eran mujeres. Saidul Azaib tiene una tasa media de alfabetización del 87,05%, superior a la media estatal del 86,21%: la alfabetización masculina es del 91,25%, y la alfabetización femenina del 82,19%.